# Ángel Sanz-Briz

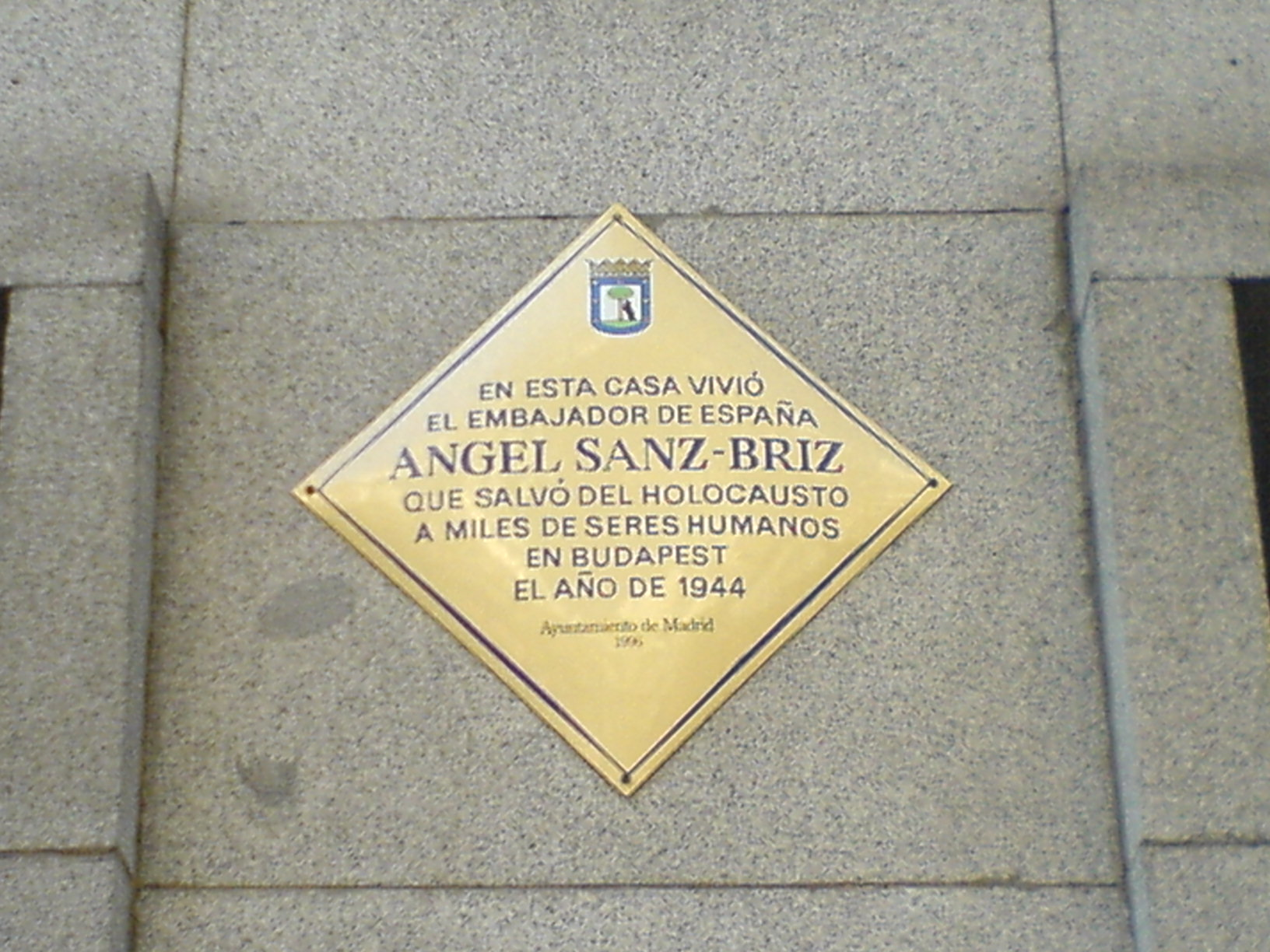
Placa en memòria del diplomàtic espanyol Ángel Sanz-Briz, que va salvar centenars de jueus de l'Holocaust a Hongria l'any 1944. La placa la va posar l'Ajuntament de Madrid (Espanya) al portal de la seva casa al carrer Velázquez.

Ángel Sanz-Briz (Saragossa, 28 de setembre de 1910 – Roma, 11 de juny de 1980) va ser un diplomàtic espanyol. L'any 1944, i actuant per lliure del govern de Franco, va contribuir a salvar la vida d'uns cinc mil jueus hongaresos durant l'Holocaust, proporcionant passaports espanyols, al principi a jueus que al·legaven origen sefardí, i posteriorment, a qualsevol jueu perseguit. Per aquests fets, va ser reconegut com a Just entre les Nacions.

## Biografia
Després d'estudiar Dret, va ingressar a l'Escuela Diplomática l'any 1933, finalitzant els seus estudis poc abans de començar la Guerra Civil Espanyola, durant la qual va combatre amb les tropes franquistes. Acabada la guerra, va obtenir la seva primera destinació, com Encarregat de Negocis al Caire (Egipte). L'any 1942, va obtenir la seva segona destinació, també com a secretari d'Ambaixada, a l'ambaixada espanyola a Hongria, un Estat pròxim a l'Eix, però que no havia posat en pràctica mesures d'extermini dels jueus com les que ja estaven en marxa a tota l'Europa ocupada pels nazis. No obstant això, la tranquil·la vida de Sanz Briz va canviar completament quan Alemanya va prendre el control d'Hongria, envaint el país al març de 1944. Immediatament després de la invasió, el mateix Adolf Eichmann es va traslladar a Hongria per a supervisar els plans d'extermini de la comunitat jueva del país (unes 750.000 persones).

## Ajuda als sefardites
Indignat pels plans nazis, un grup de diplomàtics encapçalat pel suec Raoul Wallenberg, entre els quals hi havia també l'espanyol Miguel Ángel Muguiro (Encarregat de negocis d'Espanya) van començar a treballar per a salvar els jueus perseguits. Muguiro i Ángel Sanz-Briz van obtenir del govern espanyol el permís per a proporcionar documents espanyols als jueus sefardites que pogués trobar i negociar amb les autoritats hongareses (titelles dels ocupants alemanys) el trasllat a lloc segur d'aquestes persones (desempolsant així un decret de 1925 de Miguel Primo de Rivera, que no obstant això havia expirat en 1931). L'actitud de Muguiro va provocar una protesta dels nazis davant les autoritats espanyoles, que el van cessar de manera fulminant. Sanz Briz va quedar com a Encarregat de negocis, i va continuar amb la tasca de salvament dels jueus. Va protegir les vides d'uns 5.200 jueus, usant la seva influència i contactes (també els seus diners, amb els quals va subornar al "gauleiter" alemany) així com edificis llogats amb els fons de l'ambaixada que va retolar com "Annex a la legació espanyola". Els mètodes que va seguir els va descriure ell mateix en el llibre "Los judíos de España":
| « | Vaig aconseguir que el Govern hongarès autoritzés la protecció per part d'Espanya de 200 jueus sefardis (...) Després la tasca va ser relativament fàcil, les 200 unitats que m'havien estat concedides les vaig convertir en 200 famílies; i les 200 famílies es van multiplicar indefinidament, amb el simple procediment de no expedir cap salconduit o passaport a favor dels jueus que dugués un número superior al 200. | » |

Així, dels 5.200 jueus la vida dels quals va poder salvar, només uns 200 eren d'origen sefardi. A la fi de novembre de 1944, el govern espanyol, davant la imminent caiguda de Budapest en mans de l'Exèrcit Roig, li va ordenar abandonar la ciutat i traslladar-se a Suïssa. Giorgio Perlasca, un veterà italià de la Guerra Civil Espanyola, ciutadà espanyol honorari, que havia estat ajudant a Sanz-Briz en les seves tasques de protecció dels jueus, va continuar la seva labor utilitzant documents d'identitat espanyols falsificats per ell mateix, en els quals declarava ser el cònsol espanyol a Budapest. Perlasca va aconseguir que els jueus "espanyols" seguissin fora de perill fins que el 16 de gener de 1945 els soviètics van entrar a Budapest.

## Carrera posterior
Posteriorment, Sanz-Briz va continuar la seva carrera diplomàtica: va ser destinat a San Francisco i Washington (Estats Units), Lima, Berna, Baiona (França), Guatemala, L'Haia, Brussel·les i Xina (1973, on va ser el primer ambaixador espanyol). En 1976 va ser destinat a Roma com ambaixador d'Espanya davant la Santa Seu, on va morir l'11 de juny de 1980.
El mateix Sanz-Briz va relatar les circumstàncies mitjançant les quals va poder salvar la vida de punts jueus a Federico Ysart, el qual ho va plasmar en el seu llibre "Los judíos de España" (1973).

## Reconeixement
L'any 1991, el Museu de l'Holocaust Yad Vashem d'Israel va distingir la seva acció i va reconèixer als seus hereus el títol de Just entre les Nacions, inscrivint el seu nom en el memorial de l'Holocaust. En 1994 el govern hongarès li va concedir a títol pòstum la Creu de l'Orde del Mèrit de la República Hongaresa. Va ser el primer diplomàtic espanyol que va aparèixer en un segell de correus d'Espanya.
Sanz-Briz i altres diplomàtics espanyols van ser homenatjats en una exposició titulada Visados para la libertad organitzada per la Casa Sefarad a Madrid, l'any 2007.